# Nikolaj Nikolaevič Ge

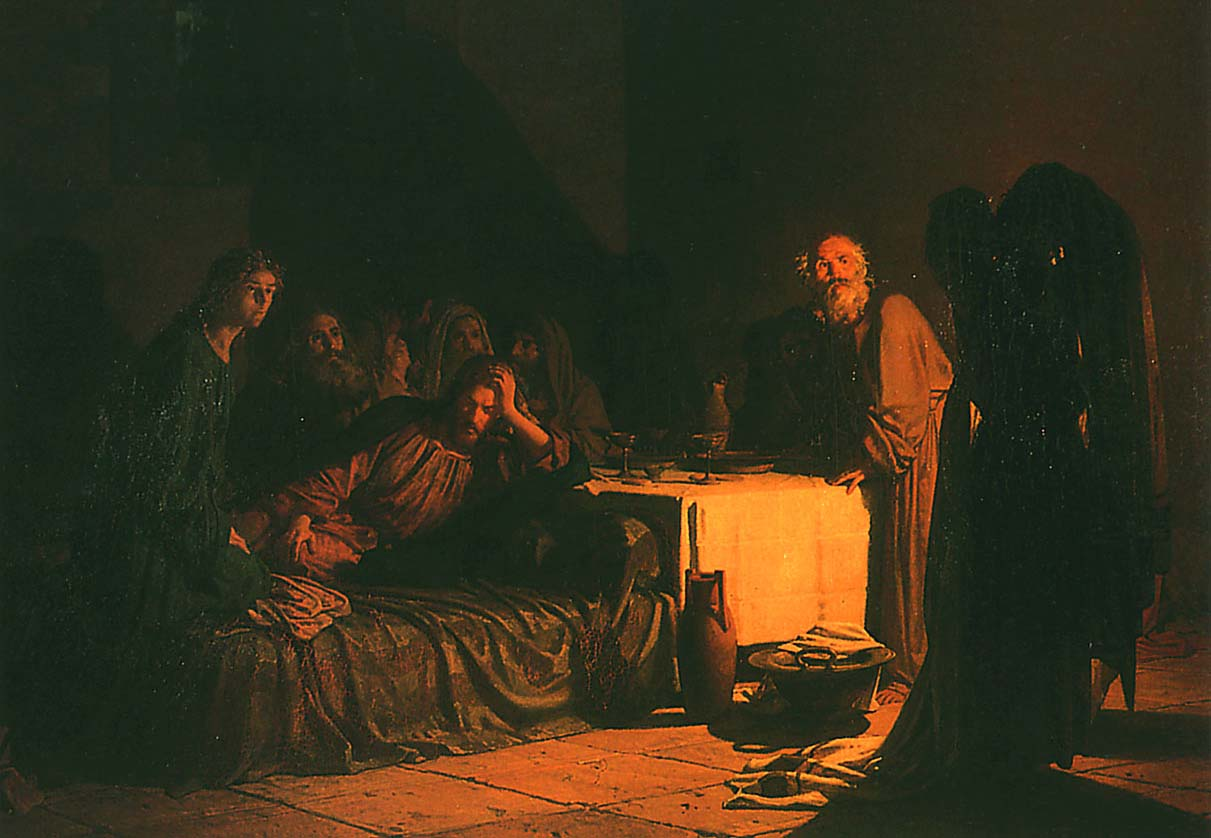
L'ultima cena del 1861

Nikolaj Nikolaevič Ge (in russo Николай Николаевич Ге?; Voronež, 27 febbraio 1831 – Ivanovskij Chutor, 13 giugno 1894) è stato un pittore russo famoso per i suoi lavori realistici di tema storico e religioso.

## Biografia
Nato da una nobile famiglia russa di origini francesi (suo nonno emigrò in Russia nel XVIII secolo), fu allevato dalla sua bambinaia in quanto rimasto orfano da bambino. Si diplomò al primo ginnasio di Kiev e studiò scienze matematiche e fisiche all'Università di Kiev e all'Università di San Pietroburgo.

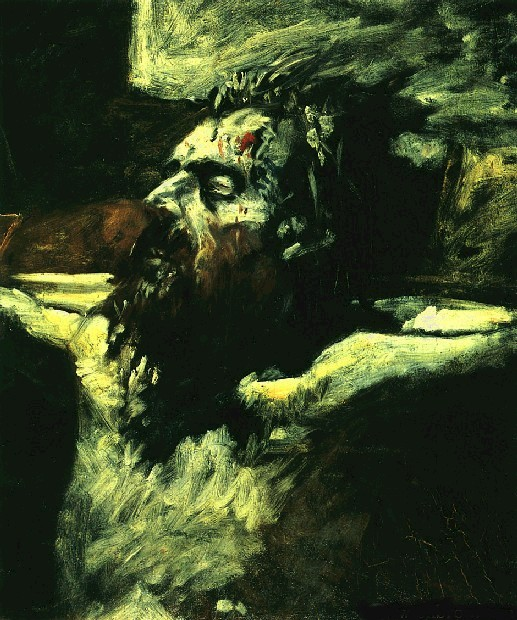
Bozzetto per La Crocifissione del 1893

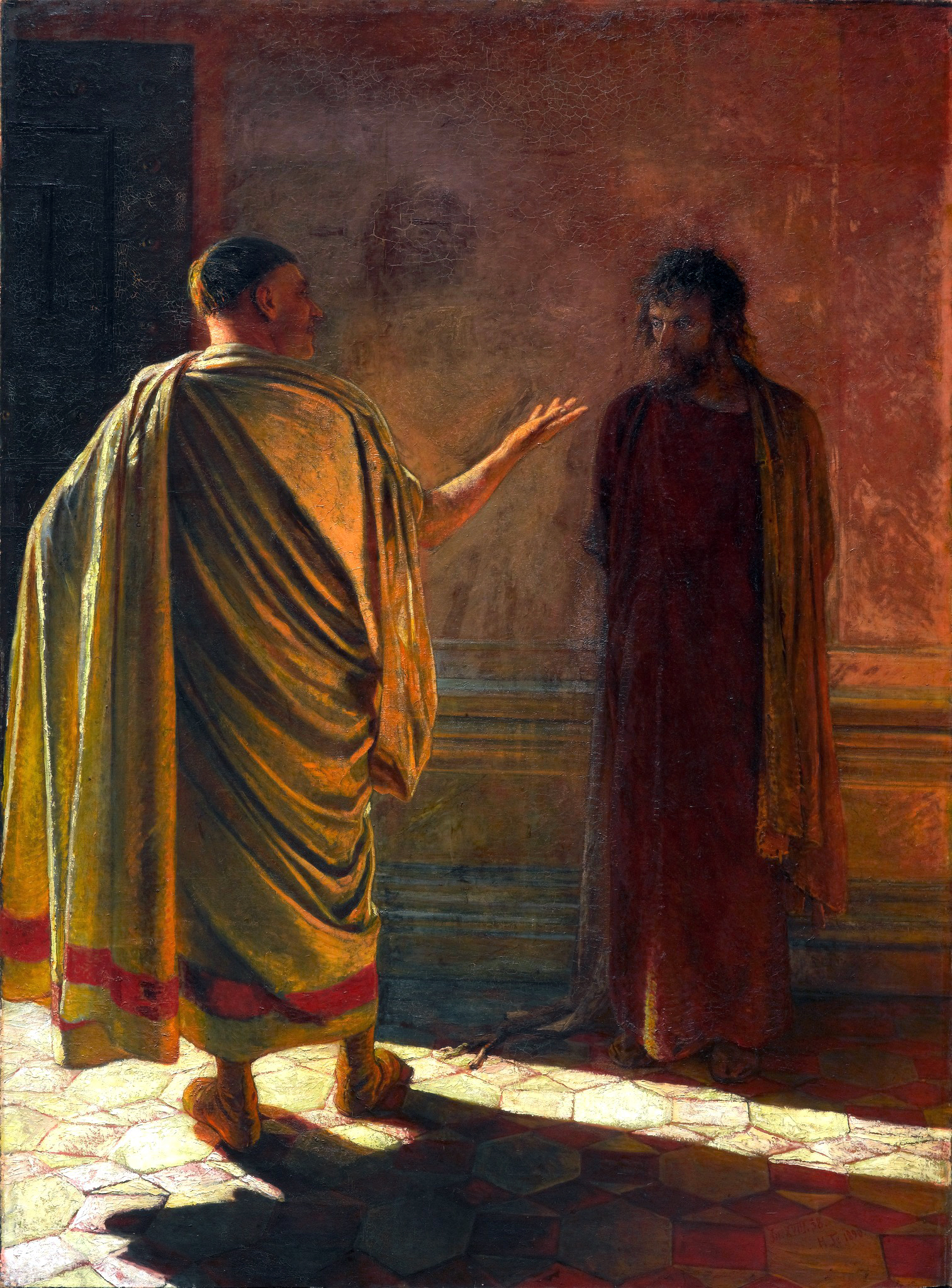
Quid Est Veritas? Cristo e Pilato del 1890

Nel 1850 rinunciò alla carriera scientifica ed entrò all'Accademia Imperiale d'Arte a San Pietroburgo. Studiò sotto l'insegnamento del pittore storico Pyotr Basin fino al 1857, anno in cui si diplomò e vinse la medaglia d'oro per il suo quadro La strega di Endor evoca lo spirito del profeta Samuele, con la quale guadagnò una borsa di studio per studiare all'estero. Durante questo periodo fu molto influenzato da Karl Pavlovič Brjullov.
Visitò la Germania, la Svizzera e la Francia per poi stabilirsi in Italia nel 1860. A Roma incontrò Aleksandr Andreevič Ivanov che lo influenzò profondamente. Nel 1861 dipinse L'ultima cena che portò a San Pietroburgo due anni dopo. Il quadro venne acquistato dallo zar Alessandro II di Russia che ne rimase talmente impressionato che nominò Ge professore dell'Accademia imperiale d'arte.
Nel 1864 ritornò a Firenze dove divenne amico del maggior scrittore e pensatore russo filoccidentale Aleksandr Ivanovič Herzen e di cui fece anche il ritratto. Nello stesso anno dipinse Messaggeri della risurrezione e la prima versione di Cristo sul Monte degli Ulivi, quadri che però non ebbero molto successo e l'accademia imperiale si rifiutò di esporli durante la sua mostra annuale.
Nel 1870 tornò a San Pietroburgo dove si orientò verso una pittura storica, cambiando quindi i tipi di soggetti rappresentati. Il dipinto Pietro il grande interroga lo Zarevic Aleksej a Peterhof del 1871 riscosse un grande successo, ma gli altri dipinti di questo nuovo genere non suscitarono altrettanto interesse. Ge preso dallo sconforto, scrisse che «gli uomini sarebbero dovuti tornare a una vita fatta di lavoro agricolo e che l'arte non avrebbe dovuta essere fatta per essere venduta».
In seguito si trasferì in un piccolo chutor nel Gubernija di Černihiv (attualmente in Ucraina). Qui conobbe Lev Nikolaevič Tolstoj e divenne sostenitore della sua filosofia.
Negli ultimi anni ottanta del XIX secolo ritornò alla pittura religiosa e ai ritratti anche a persone comuni, in quanto affermò che «tutti avevano diritto ad un ritratto». Tra i ritratti sono famosi quelli di Tolstoj e a Michail Evgrafovič Saltykov-Ščedrin.
I suoi ultimi quadri sul Nuovo Testamento furono osannati dalle critiche liberali di Vladimir Stasov, criticati dai conservatori come Ernest Renan e proibite dalle autorità per blasfemia: Quid est veritas? Cristo e Pilato del 1890 fu rifiutato dalla sua mostra; Il giudizio del Sinedrio: È colpevole! non fu esposto all'esposizione annuale dell'accademia; il Calvario del 1893 rimase incompiuto e La crocefissione del 1894 fu bandito dallo zar Alessandro III di Russia.
Ge morì nella sua fattoria nel 1894.

## Dopo la morte
La sorte che ebbero molti suoi quadri rimane un mistero. Ge lasciò in eredità tutti i suoi lavori alla benefattrice svizzera Beatrice de Vattville in cambio di una piccola rendita vitalizia. Quando ella morì, nel 1952, nessuna delle opere di Ge fu trovata nel castello della de Vattville. Vennero successivamente trovate presso botteghe di seconda mano in Svizzera nel 1974.